# 313 Халдеја
313 Халдеја (енгл. 313 Chaldaea) је астероид главног астероидног појаса са пречником од приближно 96,34 km.
Афел астероида је на удаљености од 2,805 астрономских јединица (АЈ) од Сунца, а перихел на 1,945 АЈ.
Ексцентрицитет орбите износи 0,181, инклинација (нагиб) орбите у односу на раван еклиптике 11,653 степени, а орбитални период износи 1337,005 дана (3,660 године).
Апсолутна магнитуда астероида је 8,90 а геометријски албедо 0,052.
Астероид је откривен 30. августа 1891. године.